# Klejnot (część hełmu)

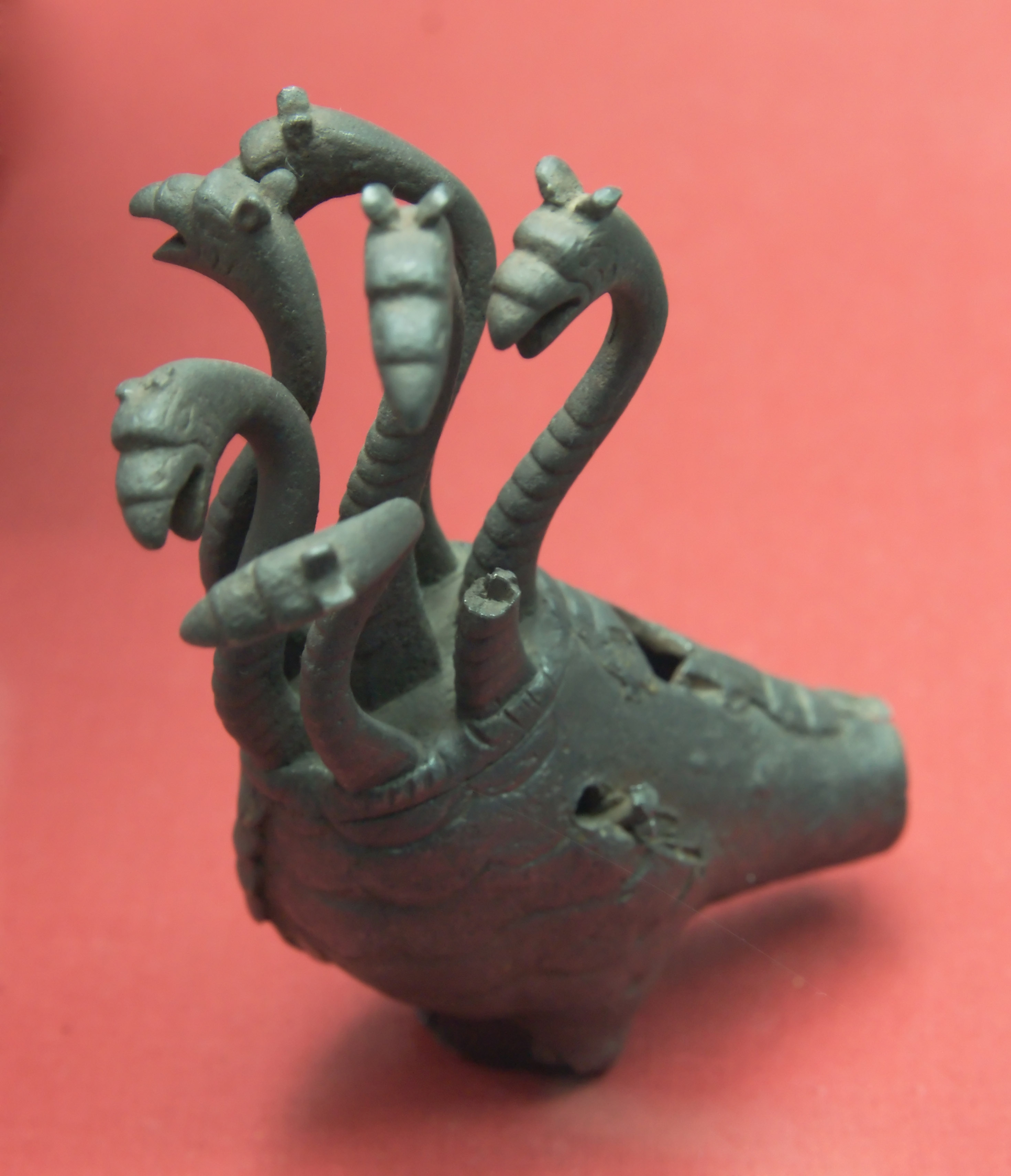
Klejnot z wyobrażeniem hydry, XV w.

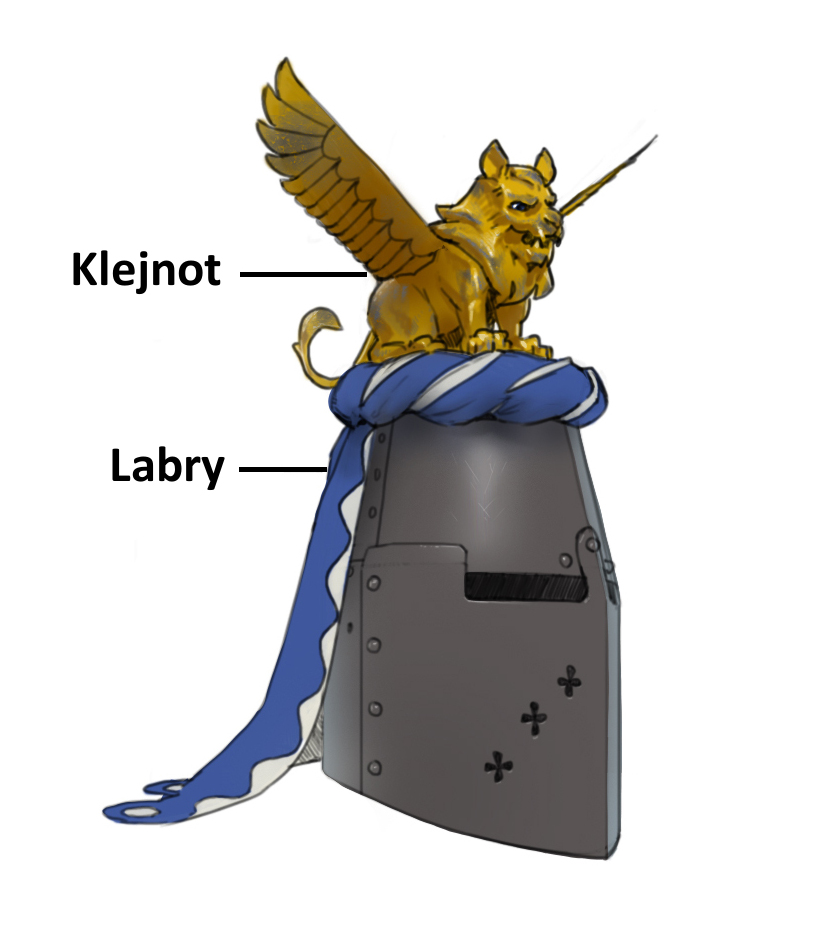
Schemat hełmu z klejnotem oraz labrami

Klejnot – ozdoba wieńcząca hełm rycerski, w postaci figury mocowanej na jego szczycie. Klejnot pełnił funkcję dekoracyjną oraz identyfikacyjną.

## Charakterystyka
Klejnoty wykonywano najczęściej z lekkiego drewna, skóry lub pergaminu, które po uformowaniu malowano lub złocono, mocując na szczycie hełmu za pomocą specjalnych uchwytów. Często charakteryzowały się przepychem oraz fantazyjnością formy, wśród których wymienić można między innymi: korony, diademy, znaki herbowe, rogi, wyobrażenia zwierząt (lub ich fragmenty np. głowy, skrzydła), figury geometryczne (np. półksiężyce, gwiazdy, obręcze) itp. Równolegle z klejnotami na hełmach często mocowano również specjalną ozdobną chustę – labry.
Klejnot pełnił przede wszystkim funkcję dekoracyjną, jednak ułatwiał też identyfikację rycerza na polu bitwy stanowiąc odzwierciedlenie godła znajdującego się na tarczy. W przypadku korony lub diademu mógł również podkreślać status użytkownika, jako symbol jego dostojeństwa i sprawowanej władzy.

## Historia
Praktyka tworzenia klejnotów wykształciła się w Europie Zachodniej w połowie XIII wieku, jednak jej geneza sięga jeszcze starożytności, gdy hełmy przyozdabiano różnorodnymi kitami, pióropuszami, rogami lub przedstawieniami zwierząt. Impulsem do ich rozwoju w średniowieczu było częste w tym okresie używanie hełmów zamkniętych (zwłaszcza garnczkowych), zakrywających twarz użytkownika. Stosowanie klejnotów ułatwiało zatem identyfikację poszczególnych rycerzy na polu bitwy. W XIV wieku zaczęły osiągać niespotykany wcześniej przepych i bogactwo form.
Praktyczne stosowanie klejnotów uległo zanikowi wraz ze zmierzchem rycerstwa i zmianą taktyki prowadzenia walki, przetrwały jednak znacznie dłużej jako element czysto dekoracyjny i heraldyczny.

## Galeria

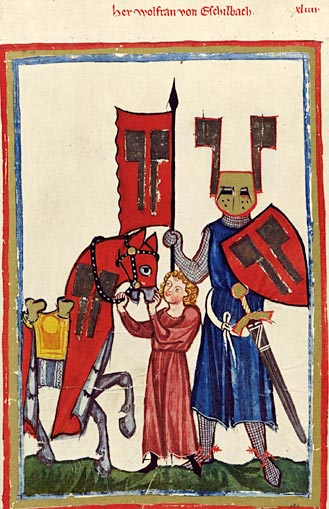
Rycerz z klejnotem odpowiadającym znakowi herbowemu, XIV w.
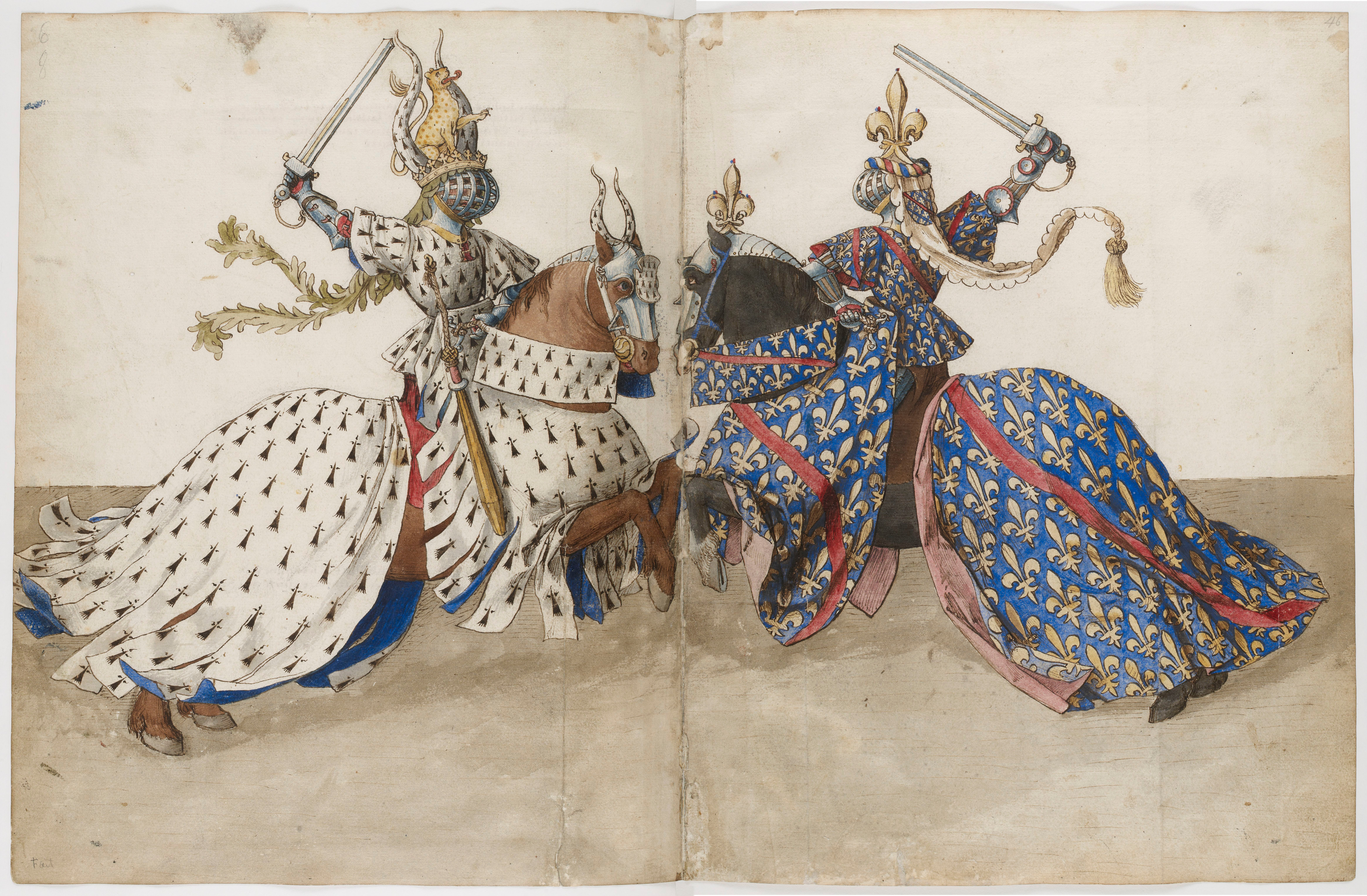
Dwaj rycerze w hełmach z klejnotami o rozbudowanej fantazyjnej formie, XV w.
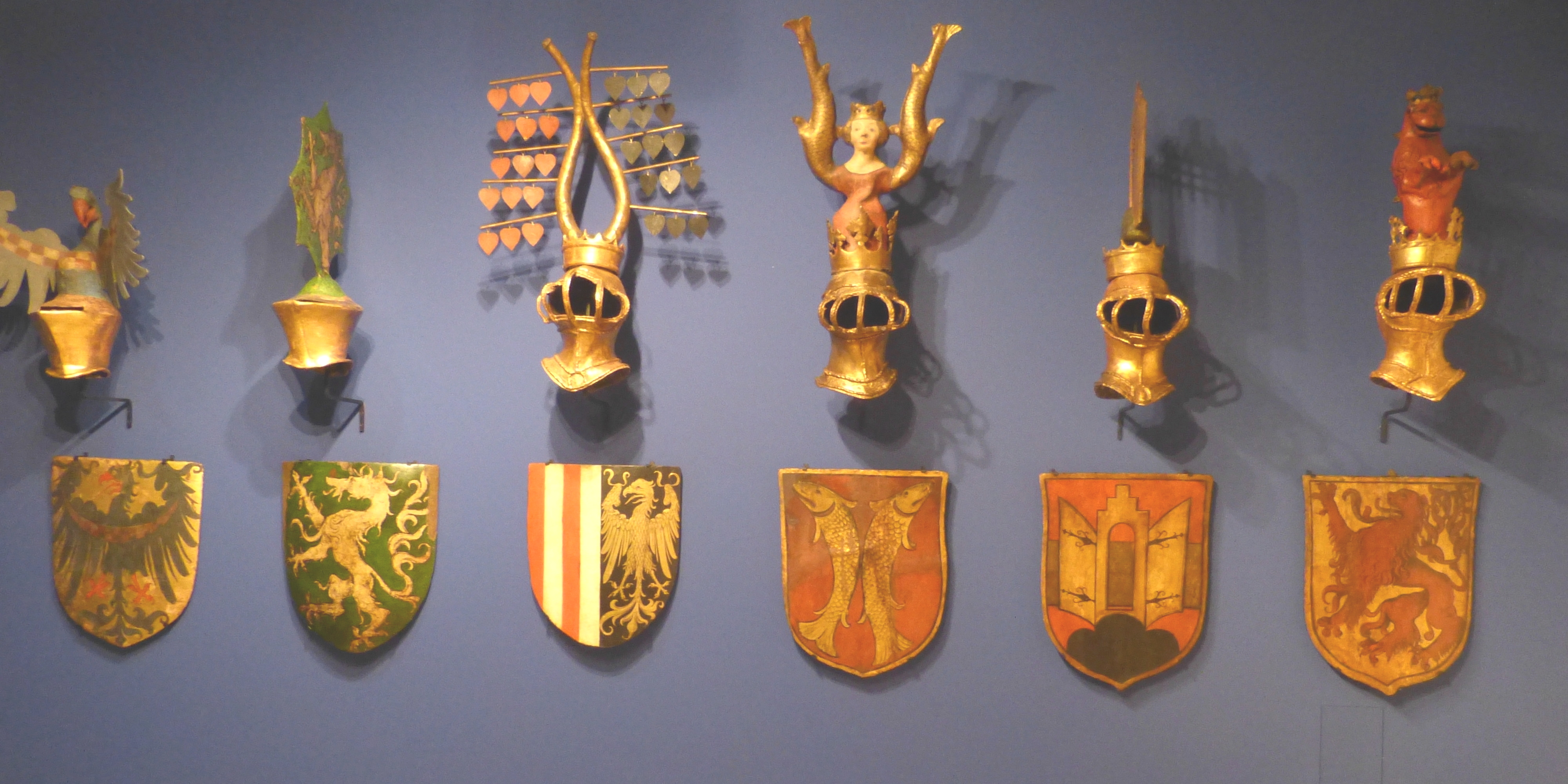
Średniowieczne hełmy pogrzebowe z kejnotami
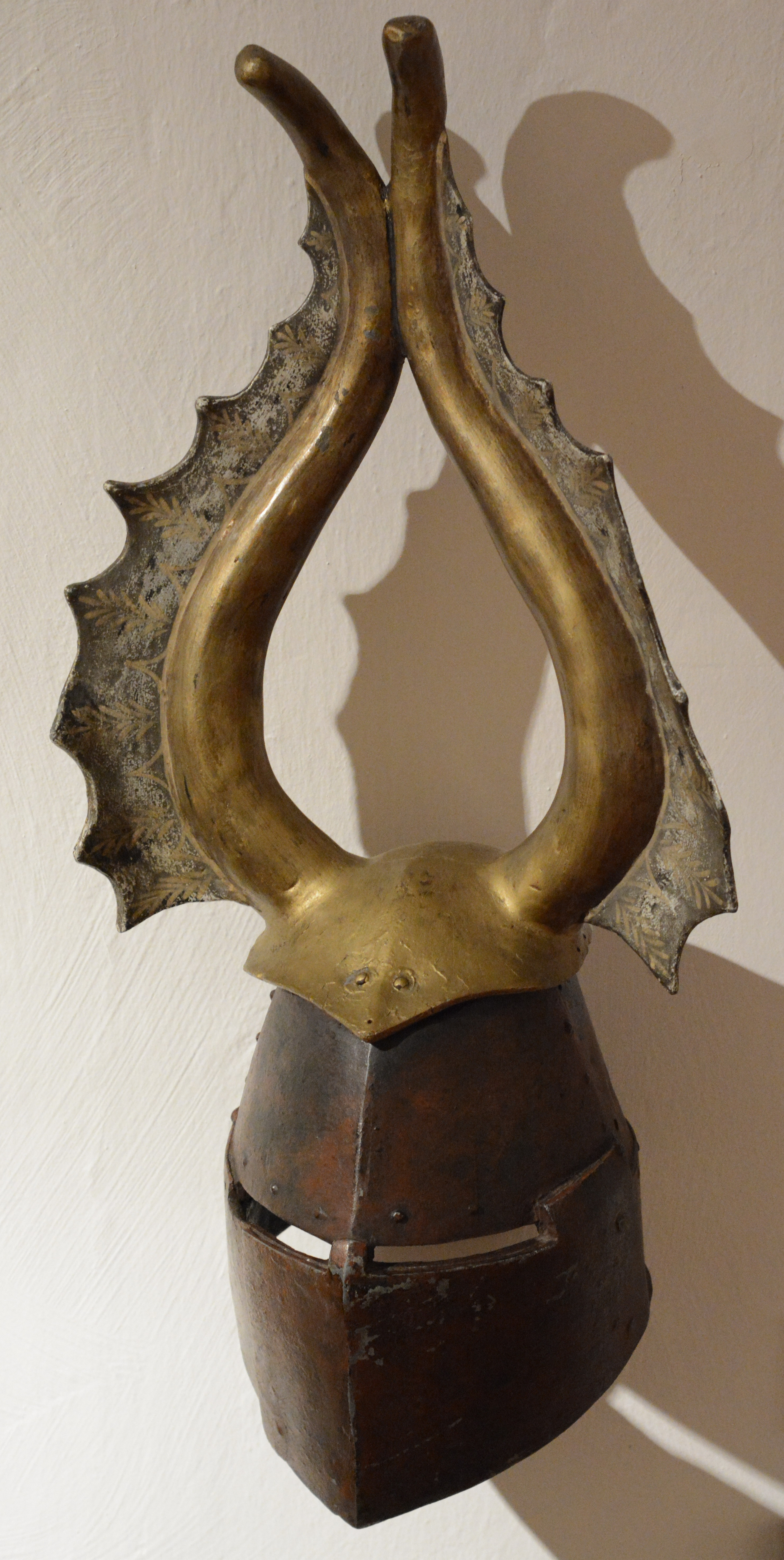
Hełm garnczkowy w klejnotem w postaci rogów, XIV w. (replika)
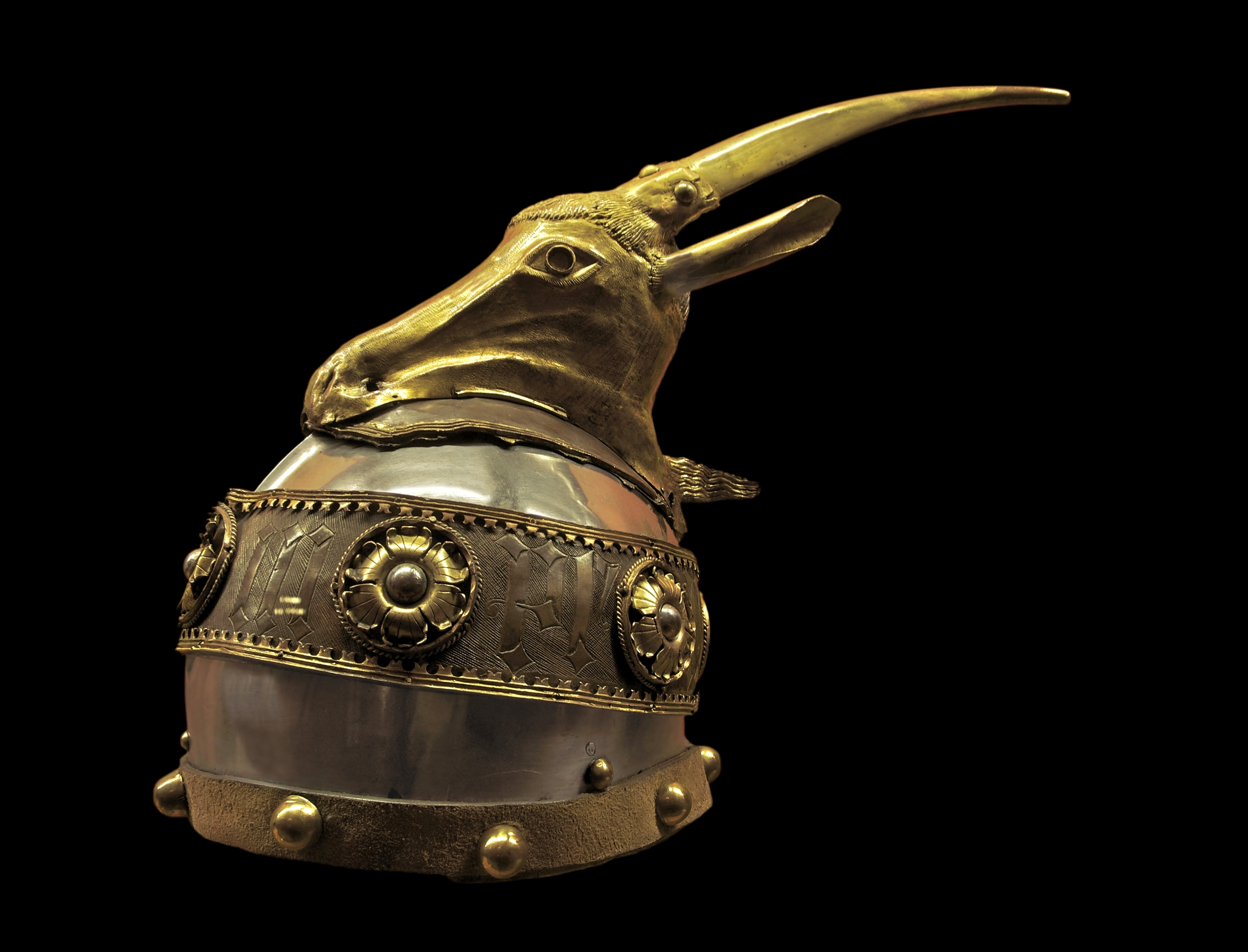
Hełm Skanderbega z klejnotem w postaci kozła, XV-XVI w.
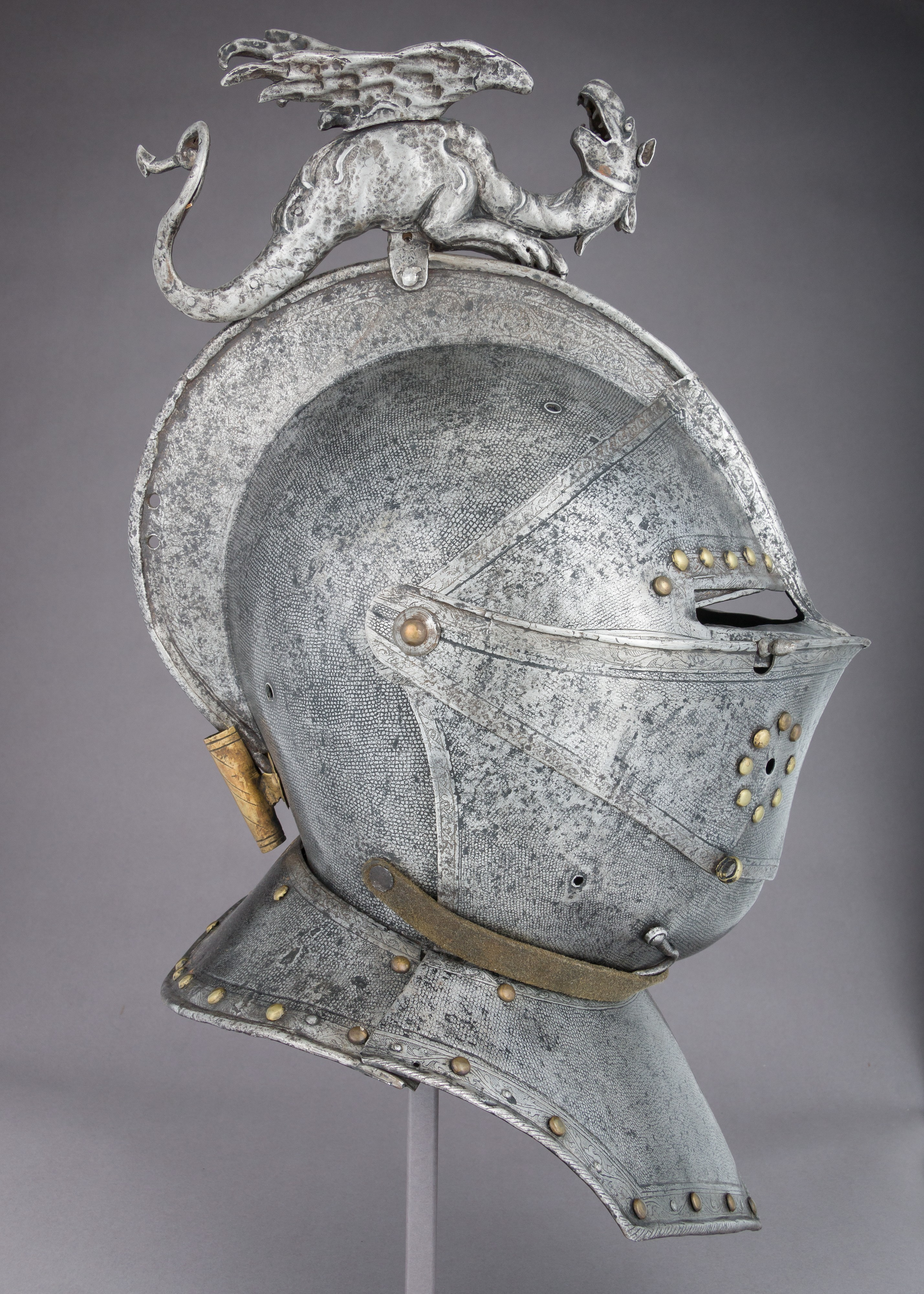
Armet z klejnotem w postaci smoka, XVI w.
Kask z klejnotem w postaci lwa, XIX w.